# 408 v.Chr.
Het jaar 408 v.Chr. is een jaartal volgens de christelijke jaartelling.

## Gebeurtenissen

### Griekenland
- In Athene heerst een hongersnood. Andokides beweert dat door zijn toedoen een voedseltransport uit Cyprus de stad kan bereiken.
- Lysander krijgt het bevel over de Spartaanse vloot.
- Cyrus de Jongere wordt gouverneur van Klein-Azië.

## Geboren
- Eudoxus van Cnidus, Grieks astronoom en wetenschapper
- Dion, tiran van Syracuse